# فرودگاه ناواهو لیک
فرودگاه ناواهو لیک (به انگلیسی: Navajo Lake Airport) یک فرودگاه همگانی بهره‌برداری هوایی است که یک باند فرود آسفالت دارد و طول باند آن ۱۵۲۲ متر است. این فرودگاه در کشور ایالات متحده آمریکا  قرار دارد و در ارتفاع ۱۹۷۴ متری از سطح دریا واقع شده‌است.